# 唯有妳能鼓動的心跳
《唯有妳能鼓動的心跳》（日语：君の鼓動は君にしか鳴らせない），日本男歌手平井堅的第38張單曲。2015年8月5日發行。

## 概要
- 平井堅於2015年發行的第一張單曲，距上張單曲《非愛不可／相同的寂寞》約8個月。
- 為紀念出道20周年的單曲。
- 收錄TBS日劇《拿破崙之村》主題歌[1]。
- 睽違三年再次為自己的主打單曲同時擔任作詞及作曲的角色。

## 收錄曲目

### CD

#### 初回限定盤
1. 唯有妳能鼓動的心跳
  - 詞曲：平井堅／編曲：龜田誠治
  - TBS電視台電視劇《拿破崙之村》主題歌
2. 唯有妳能鼓動的心跳（less vocal）
  - 詞曲：平井堅／編曲：龜田誠治

#### FULL VOLUME 通常盤
1. 唯有妳能鼓動的心跳
  - 詞曲：平井堅／編曲：龜田誠治
2. 為愛執著
  - 詞曲：平井堅／編曲：田中直
  - 《TOYO TIRES》電視廣告曲
3. 非愛不可 (tofubeats remix)
  - 作詞：平井堅／作曲：Divine Brown、 Aileen de la Cruz 、 Adam Royce／Remix：tofubeats
4. Ken Hirai 20th Anniversary Mega Mix vol.1
  - Reconstructed：田中直

### DVD
※ 初回生産盤限定
1. KEN HIRAI TV Vol.3
  - 「20th Anniversary Special Long Interview -前篇-」
  - 收錄時間約35分鐘

## 外部連結
- Sony Music的作品介紹
  - 初回生産限定盤（页面存档备份，存于）
  - 通常盤（页面存档备份，存于）